# Francesco Antonio Sebastiani
Francesco Antonio Sebastiani ( * 14 de junio de 1782, Riofreddo - 30 de noviembre (o 21) 1821) fue un médico y naturalista italiano.
Era séptimo hijo de once hermanos de Vittorio y de Marsilia Agostini. En 1802 está en Trastevere, estudiando Medicina en Roma, y se recibe de Médico y será asistente en prácticas hospitalarias. 
En 1813 publica "Romanorum plantarum fasciculus primus", y le sigue en 1815 "Romanorum plantarum fasciculus alter", donde se ocupa de la flora del Coliseo. Entre 1813 y 1820 trabaja con el director del Orto Botanico della Sapienza di Roma. 
En 1818 se casa con Caterina del Grande, y prepara un texto de la flora del Estado Romano, que publica en octubre de 1818: "Florae romanae prodromus". En octubre de 1819 publica la obra "Esposizione del sistema di Linneo", destinada a los estudiantes de la "Facultad de Medicina". Para esa época es médico primario del Hospital de San Giovanni Laterano, e investiga todos los usos de remedios vegetales, de especies endémicas y exóticas del Orto Botanico di Roma. En esa obra se observa la rigurosidad y exacto conocimiento de las especies y su prudencia en la posología, siendo de las primeras publicaciones en hacer conocer de manera científica los efectos curativos y los resultados peligrosos.
- La abreviatura «Sebast.» se emplea para indicar a Francesco Antonio Sebastiani como autoridad en la descripción y clasificación científica de los vegetales.[2]

Se guardan 42 registros IPNI de sus identificaciones y clasificaciones de nuevas especies, las que publicaba habitualmente en : Prod. Fl. Rom.; Fl. Rom.; Rom. Pl. fasc.; Cent. Rom. Pl.; Florae Romanae Prodromus.